# Madame consent

 Madame consent (The Lady Consents)  est un film américain mélodramatique réalisé par Stephen Roberts et sorti en 1936.

## Fiche technique
- Réalisation : Stephen Roberts
- Scénario : P. J. Wolfson, Anthony Veiller d'après The Indestructible Mrs. Talbot de P. J. Wolfson
- Production : RKO Radio Pictures
- Photographie : J. Roy Hunt
- Musique : Roy Webb
- Durée : 76 minutes[1]
- Date de sortie : 
  - États-Unis : 7 février 1936

## Distribution
- Ann Harding : Anne Talbot
- Herbert Marshall : Dr. Michael J. Talbot
- Margaret Lindsay : Geraldine "Gerry" Mannerly
- Walter Abel : Stanley Ashton
- Edward Ellis : Jim Talbot
- Hobart Cavanaugh : Mr. Yardley
- Ilka Chase : Susan
- Willie Best : Sam